# Silent Hunter
Silent Hunter – komputerowy symulator okrętu podwodnego w realiach II wojny światowej na Pacyfiku, wyprodukowany przez Aeon Electronic Entertainment i wydany w 1996 przez Strategic Simulations, Inc. Gracz steruje w nim okrętami podwodnymi należącymi do United States Navy.

## Rozgrywka
W grze Silent Hunter gracz dowodzi załogą amerykańskiego okrętu podwodnego. Celem jest patrolowanie wyznaczonego w danej misji fragmentu wód Pacyfiku, zniszczenie kluczowych jednostek ewentualnego konwoju japońskiego i powrót do bazy. Jednak okręty wroga w chwili zlokalizowania pozycji gracza reagują natychmiastowo – próbują wytropić jego okręt podwodny i go unieszkodliwić. Ponadto z pomocą japońskiej marynarce mogą przybyć myśliwce i bombowce, które załoga kierowanego przez gracza okrętu potrafi jednak zniszczyć za pomocą okrętowych działek przeciwlotniczych.
Okrętem podwodnym steruje się poprzez wydawanie rozkazów załodze z pomostu bojowego lub pokoju kontrolnego. Do namierzania pozycji wroga służą peryskopy i radary, zaś sterować okrętem można przez systemy kontrolne lub za pomocą mapy morskiej. Możliwe jest dokładne ustalanie między innymi prędkości, siły i kierunku wystrzału torped.
Dostępne jest kilka trybów gry jednoosobowej. W trybie kariery gracz rozpoczyna rozgrywkę z okrętem typu S, zaś w miarę postępów może dowodzić nowocześniejszymi okrętami typu Porpoise, Narwhal, Tambor, Gato, Tench i Balao. W trybie scenariusza dostępne są misje historyczne, natomiast generator misji pozwala stworzyć własny scenariusz poprzez ustawienie jego daty, czasu, ilości okrętów wroga, wyposażenie własnego okrętu podwodnego oraz czynniki pogodowe.
Silent Hunter był wzorowany na symulatorach Silent Service, Silent Service II i Aces of the Deep. Z tej ostatniej produkcji zapożyczono między innymi ekrany opcji i widok z mapy.
Gra ma wysoki poziom realizmu – przykładowo na tor lotu pocisków i widoczność przez przyrządy mają wpływ warunki pogodowe. Możliwe jest ustawienie stopnia realizmu poprzez włączenie lub wyłączenie ułatwień, takich jak szybkie ładowanie torped i widok niezależny od pogody.

## Oprawa audiowizualna
Silent Hunter obsługuje dwuwymiarową grafikę SVGA. Umożliwia ona wyświetlanie zmiennych warunków pogodowych. Ruch i eksplozje okrętów symulują bitmapy. Oprócz wód generowane są także szczegółowo odwzorowane miasta portowe.
Oprawa dźwiękowa odwzorowuje warunki istniejące na prawdziwych łodziach podwodnych: fale dźwiękowe wydawane przez sonar zmieniają swe natężenie wraz z odległością od wroga, zaś okręt po otrzymaniu obrażeń wydaje stosowny do ich rodzaju dźwięk. Członkowie załogi okrętu podwodnego dokładnie powtarzają treść rozkazu wydanego przez gracza.

## Odbiór gry
Gra została pozytywnie oceniona przez krytykę. Chwalono realizm oraz możliwość zmiany jego poziomu, a także oprawę audiowizualną. 
Krytykowano natomiast brak interakcji z marynarzami, a także poczucie wyobcowania gracza w starciach z wrogimi okrętami i powolne tempo gry.

## Edycje
W 1997 została wydana nowa edycja gry, zwana Silent Hunter Commander's Edition. Zawierała ona poprawki, modyfikacje graficzne oraz dodatkowe misje. W grze znalazł się także edytor misji i wywiad z byłym dowódcą okrętu USS "Skate", Williamem Grunerem.